# Anisodactylus signatus
Anisodactylus signatus (лат.) — вид жуков из подсемейства харпалины семейства жужелицы. Транспалеарктический таксон, встречающийся от Европы до Японии. Обитает в средах от умеренно сухих до влажных, незатенённых, в основном на песчаных, суглинистых почвах: травянистые водоемы, песчаные карьеры, поля, солончаки; от низменностей до предгорий.  Жуки среднего размера, темноокрашенные блестящие (почти чёрные) с нормально развитыми крыльями (макроптерные), длина около 1 см. На голове между глазами имеются красно-коричневые пятна. Включены в состав подрода Pseudanisodactylus.